# Shire of Trayning
Shire of Trayning is een lokaal bestuursgebied (LGA) in de regio Wheatbelt in West-Australië.

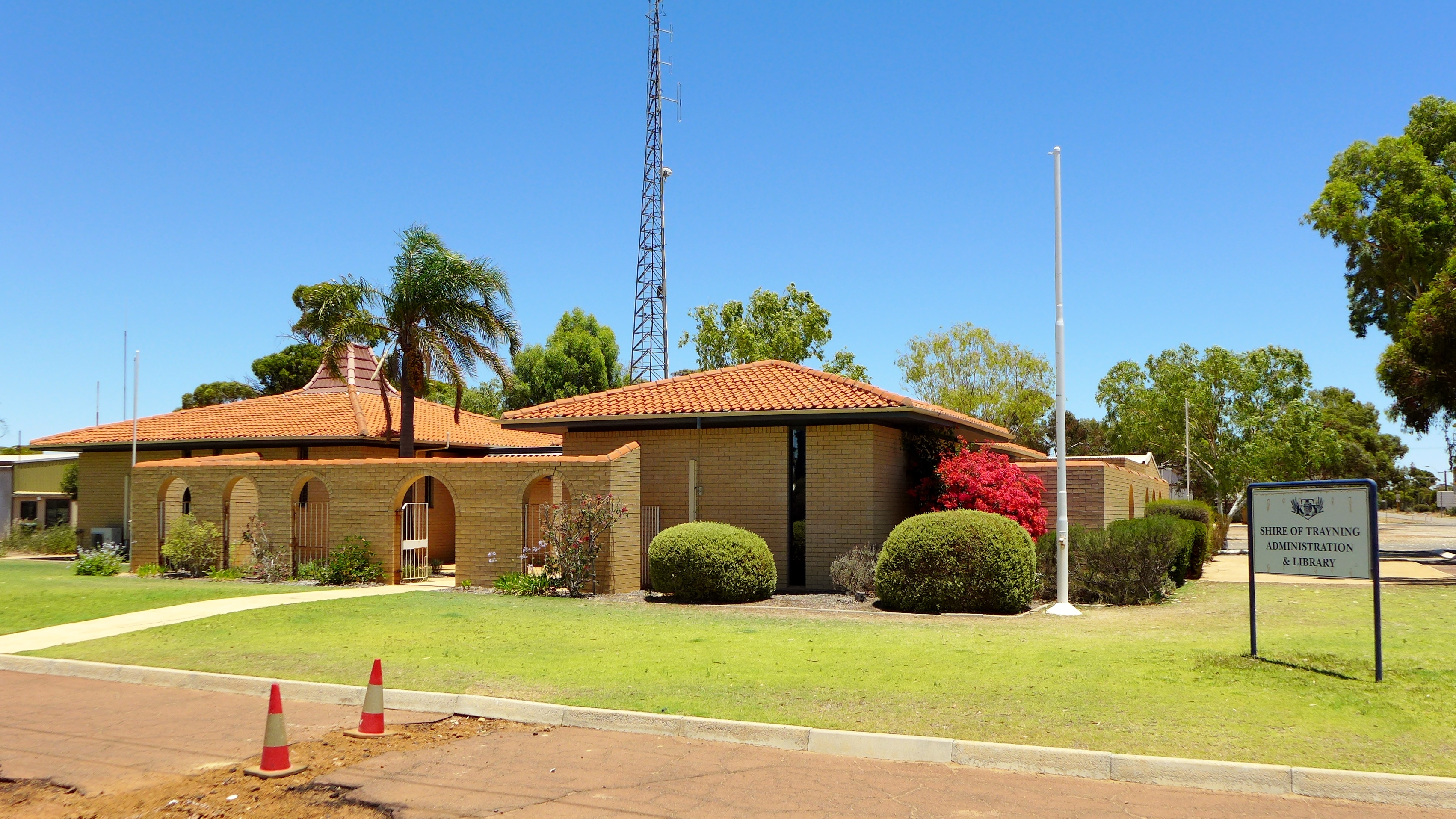
Districtsgebouw (2014)

## Geschiedenis
De streek werd oorspronkelijk in de Meckering en Kellerberrin Road Districts opgedeeld. Op 30 juni 1911 werd het Korrelocking Road District opgericht waarvan Trayning, Wyalkatchem en delen van Mount Marshall en Dowerin deel uitmaakten. Dit district overleefde slechts negen maanden en werd in maart 1912 door het Ninghan Road District vervangen. Wyalkatchem scheidde zich in 1920 af. Ninghan scheidde zich in 1923 af en slokte delen van Nungarin op om het Kununoppin-Trayning Road District en het Mount Marshall Road District te vormen.
Ten gevolge de Local Government Act van 1960 werd op 1 juli 1961 de Shire of Trayning-Kununoppin-Yelbeni opgericht. Op 10 september 1965 werd de naam hiervan verkort tot Shire of Trayning.

## Beschrijving
Shire of Trayning is een landbouwdistrict in de West-Australische regio Wheatbelt. De economische activiteit bestaat hoofdzakelijk uit de teelt van granen en de kweek van schapen.
In 2021 telde Shire of Trayning 298 inwoners. Tijdens de volkstelling dat jaar gaf 5 % van de bevolking aan van inheemse afkomst te zijn. De hoofdplaats is Trayning.

## Plaatsen, dorpen en lokaliteiten
- Trayning
- Kununoppin
- Yelbeni

## Bevolkingsaantal
| Jaar | Bevolkingsaantal |
| ---- | ---------------- |
| 1927 | 2.250            |
| 2001 | 410              |
| 2006 | 396              |
| 2011 | 348              |
| 2016 | 350              |
| 2021 | 298              |